# Mohammed Bijeh
Mohammed Bijeh (zm. 16 marca 2005) – irański seryjny morderca i pedofil nazywany „pustynnym wampirem z Teheranu”. 
Przyznał się przed sądem do zgwałcenia i zamordowania 16 chłopców w wieku 8–15 lat, między marcem a wrześniem 2004 roku. Prawdopodobnie ofiar było więcej.
Bijeh zwabiał chłopców na pustynię na przedmieściach Teheranu, mówiąc im, że będą poszukiwali zamieszkujących ją zwierząt. Został skazany na karę chłosty – 100 ciosów biczem oraz karę śmierci. Wspólnik Bijeha został skazany na karę 100 ciosów biczem oraz 15 lat więzienia.
16 marca 2005 roku Bijeh przed tłumem 5 tysięcy ludzi został przykuty do słupa i zadano mu 100 ciosów biczem. Krewnemu jednej z ofiar udało się przedostać przez tłum i dźgnąć Bijeha nożem. Po chłoście nałożono Bijehowi na szyję nylonową linę i podniesiono na wysokość 10 metrów. Mohammed Bijeh zmarł po kilku minutach.